# Syntex
Laboratorios Syntex SA est une société pharmaceutique créée dans la ville de Mexico en 1944 par Russell Earl Marker, pour la fabrication de stéroïdes thérapeutiques à partir des ignames mexicains appelés cabeza de negro (Dioscorea mexicana) et Barbasco (Dioscorea composita). La demande de barbasco par Syntex a lancé le commerce mexicain de barbasco.
Les chimistes de Syntex synthétisent de la cortisone à partir de la diosgénine, un phytostéroïde contenu dans l'igname mexicain. Cette synthèse est plus économique que la précédente réalisée par Merck & Co., qui a commencé avec l'acide biliaire[réf. nécessaire]
Syntex est intégré dans le groupe Roche en 1994. 
Ce laboratoire pharmaceutique est impliqué dans plusieurs fraudes et controverses, en particulier une fausse analyse toxicologique du naproxène, et une implication directe dans des actes de cruauté envers les animaux pour assurer sa production de gonadotrophine chorionique équine.

## Pilule progestative
Syntex a présenté son composé à un laboratoire de Madison, dans le Wisconsin, pour une évaluation biologique, qui a démontré qu'il s'agit de l'hormone progestative par voie orale la plus efficace de son temps. Syntex a soumis une demande de brevet en novembre 1951. En août 1953, G. D. Searle & Co. a déposé une demande de brevet pour la synthèse de la double liaison de l'isomère 13 de la noréthistérone, appelé noretynodrel. Le noretynodrel est converti en noréthistérone dans des conditions acides, telles que celles de l'estomac humain. Le nouveau brevet n'empiète pas sur celui de Syntex. Searle a obtenu l'autorisation de mise sur le marché pour le noretynodrel avant que Syntex n'obtienne son approbation. En 1964, trois sociétés, dont Syntex, commercialisent les doses de norethisterone en 2 mg[réf. nécessaire]

## Controverses et fraudes
Syntex a fait une présentation frauduleuse de l'analyse toxicologique du naproxène, d'après la Food and Drug Administration qui a découvert de nombreuses fraudes scientifiques réalisées par les laboratoires Industrial Bio-Test Laboratories en 1976,,,.
Une enquête de plusieurs ONG de protection animale montre que Syntex est impliqué dans l'exportation de Gonadotrophine chorionique équine produite en Amérique du Sud par des juments de laboratoire détenues par les fermes à sang, le tout dans des conditions de cruauté envers les animaux, incluant des avortements à vif, des coups, et l'absence de soins vétérinaires,.